# Giovanni d’Andrea
Giovanni D’Andrea (Johannes Andreae, ur. ok. 1270 we Florencji, zm. w 1348 w Bolonii) – włoski prawnik, kanonista, edytor i wydawca źródeł prawa kanonicznego, profesor Uniwersytetu Bolońskiego. 

## Dzieła

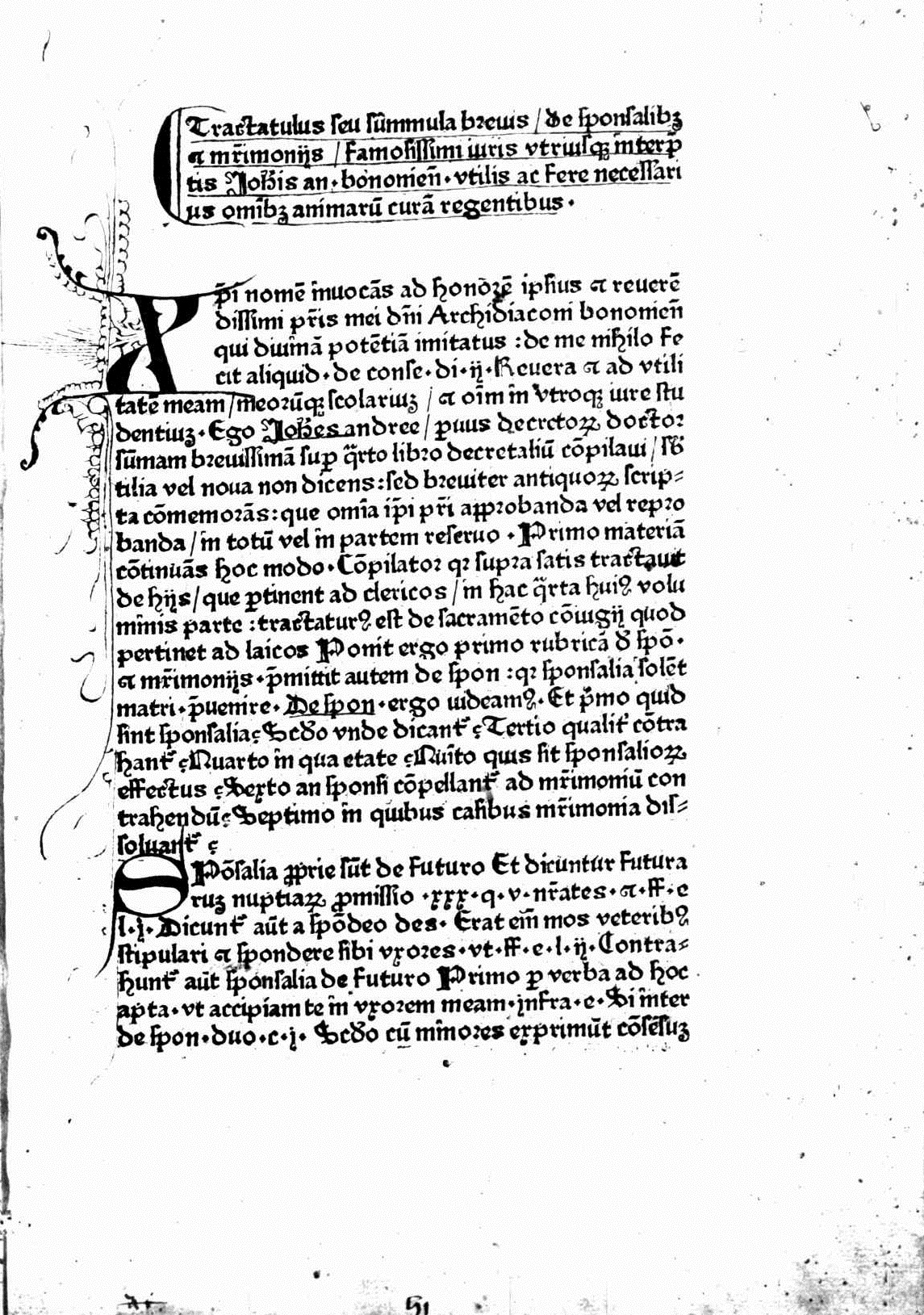
Summa de sponsalibus et matrimoniis, 1472-1474

- Liber sextus Decretalium, Johannes Andreae, Bazylea, Michael Wenßler, 1476. wydanie elektroniczne
- Summa de sponsalibus et matrimoniis, Martin Flach, Basel 1472-1474.
- Novella Commentaria in quinque libros decretalium, t. 1 - 5, Wenecja 1581, Turyn 1963.
- In Sextum Decretalium librum Novella Commentaria, Wenecja 1581.
- In titulum de Regulis iuris Novella Commentaria, Wenecja 1581.
- Corpus iuris canonici glossatum I-III, Lyon 1519/1520.